# تشارلز إدوارد مونرو
تشارلز إدوارد مونرو (بالإنجليزية: Charles Edward Munroe)‏ هو كيميائي أمريكي، ولد في 24 مايو 1849 في كامبريدج في الولايات المتحدة، وتوفي في 7 ديسمبر 1938 في فورست جلان في الولايات المتحدة.

## وصلات خارجية
- تشارلز إدوارد مونرو على موقع الموسوعة البريطانية (الإنجليزية)